# Momčilo Bajagić
Momčilo Bajagić "Bajaga" (cirill betűkkel: Момчило Бајагић "Бајагa"; Bjelovar, 1960. február 19.) szerb rockzenész. 1979 és 1984 között a Riblja čorba együttes tagja, majd 1984-től a Bajaga i Instruktori együttes frontembere.

## Életútja
Pályafutását a TNT együttes énekeseként kezdte, első dalát Dvadeseta noć címmel írta. Mikor a TNT 1976-ban feloszlott, Bajagić belépett az Ofi zenekarba, amelyet Toma "Ofinger" Stojković orgonista vezetett. Stojković távozását követően Bajagić az Ofi két másik tagjával, Dragan "Đera" Đerić dobossal és Živorad "Žika" Milenković énekessel megalapította a Glogov Kolacot, melybe Rajko Kojić gitárost is bevonták. Az együttes egy fellépés után feloszlott, Bajagić ekkor a Zdravóhoz nem akart csatlakozni, Kojić pedig a Riblja čorbához ment át. 1978-ban ő hívta meg az együttesbe Bajagić-ot, aki végül hat lemezen közreműködött. Az ő szerzeményei voltak többek között a "Ja sam se ložio na tebe", a "Baby, Baby I Don't Wanna Cry" és a "Muzičari koji piju".
Bajagić emellett több pop-rock stílusú dalt írt, melyek nem fértek bele a Riblja čorba hard rockos profiljába, ezért szólóalbumot vett fel Pozitivna geografija címmel, melynek producere Kornelije Kovač volt. A közreműködő zenészekkel együtt alakították meg a Bajaga i Instruktori együttest: Dejan Cukić énekes (korábban a Dizel, Tilt és Bulevar együttesek tagja), Miroslav "Cvele" Cvetković basszusgitáros (előzőleg a Tilt, a Pop mašina és Papatra tagja), Nenad Stamtović gitáros (szintén Tilt, Zebra, majd Suncokret és Bulevar-tag) és Vladimir Golubović dobos (a Tilt, a Suncokret és a Riblja čorba egykori tagja).
Bajagić szeretett volna a Riblja čorba tagja maradni, azonban szólódalai által okozott belső konfliktusok miatt 1984 júliusában Kojić társaságában megvált az együttestől és turnéra indult új zenekarával.
Momčilo Bajagić nős, felesége Ksenija Klikovac, gyermekeik Marko és Anđela.

## Diszkográfia

### A Riblja čorbával
Stúdiólemezek
- Kost u grlu (1979)
- Pokvarena mašta i prljave strasti (1981)
- Mrtva priroda (1981)
- Buvlja pijaca (1982)
- Večeras vas zabavljaju muzičari koji piju (1984)

Koncertalbum
- U ime naroda (1982)

### A Bajaga i Instruktori együttessel
- Pozitivna geografija (1984)
- Sa druge strane jastuka (1985)
- Jahači magle (1986)
- Prodavnica tajni (1988)
- Muzika na struju (1993)
- Od bižuterije do ćilibara (1997)
- Zmaj od Noćaja (2001)
- Šou počinje u ponoć (2005)
- Daljina, dim i prašina (2012)

### Szólólemezek
- Ni na nebu ni na zemlji (1994)
- Profesionalac – Muzika iz filma (2003)